# Arsenic și dantelă veche (film)
Arsenic și dantelă veche (în engleză Arsenic and Old Lace) este un film american din 1944, regizat de Frank Capra după piesa de teatru omonimă a lui Joseph Kesselring. Scenariul adaptat a fost scris de gemenii Julius J. Epstein și Philip G. Epstein.  Capra a realizat filmările în 1941, dar filmul nu a fost lansat până în 1944, după ce versiunea teatrală originală și-a terminat stagiunea pe Broadway. Rolul principal al lui Mortimer Brewster a fost inițial destinat pentru Bob Hope, dar el nu a putut fi eliberat de contractul său cu Paramount.
În 1946 filmul lui Capra, Arsenic și dantelă veche a fost primit foarte bine în România, după un real succes peste Ocean.
Capra i-a abordat, de asemenea, pe Jack Benny și Ronald Reagan înainte de a-l alege pe Cary Grant. Boris Karloff l-a interpretat pe Jonathan Brewster, care "arată ca Karloff", pe scena din Broadway, dar el s-a aflat în imposibilitatea de a face filmul pentru că juca în piesă în timpul filmărilor, iar Raymond Massey i-a luat locul.
În plus față de Grant în rolul lui Mortimer Brewster, în film au jucat Josephine Hull și Jean Adair ca surorile Brewster, Abby și respectiv Martha. Hull și Adair, ca și John Alexander (care l-a interpretat pe Teddy Roosevelt) și-au reluat rolurile din producția teatrală din 1941. Hull și Adair au primit ambele un concediu de opt săptămâni de la producția teatrală, care era încă în desfășurare, dar Karloff nu a primit deoarece el era un investitor în producția teatrală și atracția sa principală. Întregul film a fost filmat în aceste opt săptămâni. Filmul a costat peste 1,2 milioane de dolari dintr-un buget propus de 2 milioane de dolari.

## Rezumat
În ciuda faptului că scris mai multe cărți care descriu căsătoria ca o "superstiție de modă veche", Mortimer Brewster (Cary Grant) se îndrăgostește de Elaine Harper (Priscilla Lane), care a crescut în casa vecină din Brooklyn și, în ziua de Halloween, ei se căsătoresc. Imediat după nuntă, Mortimer își vizitează rudele simpatice, dar excentrice, care l-au crescut și care trăiesc încă în casa veche a familiei sale: mătușile sale în vârstă Abby (Josephine Hull) și Martha (Jean Adair) și fratele său, Teddy (John Alexander), care crede că este președintele Theodore Roosevelt. De fiecare dată când Teddy merge în camera de la etaj, el strigă "La atac!" și urcă scările în fugă, imitând celebrul îndemn de la San Juan Hill al lui Roosevelt.
Mortimer găsește un cadavru ascuns într-un cufăr de lângă fereastră și presupune că Teddy a comis crima sub o iluzie, dar mătușile sale îi explică faptul că ele sunt responsabile ("Este una dintre gesturile noastre de caritate"). Ele îi explică, în termenii cei mai nevinovați, că au vrut să pună capăt presupusei suferințe a bătrânilor singuri prin servirea de vin de soc amnestecat cu arsenic, stricnină și "doar un vârf de cuțit de cianură". Cadavrele sunt îngropate în subsolul casei de către Teddy, care crede că sapă șanțuri pentru Canalul Panama și îngroapă victimele epidemiei de febră galbenă. Mortimer numește aceste crime un "obicei foarte prost". 
Pentru a complica lucrurile și mai mult, Jonathan (Raymond Massey), fratele lui Mortimer, sosește cu complicele său alcoolic, chirurgul plastic dr. Herman Einstein (Peter Lorre). Jonathan este un criminal care încearcă să scape de poliție și să găsească un loc unde să îngroape cadavrul uletimei sale victime, un anumit domn Spenalzo. Fața lui Jonathan, refăcută de către Einstein în timp ce era beat, arată ca cea lui Boris Karloff în rolul monstrului creat de Frankenstein. Această asemănare (inițial o glumă datorate prezenței lui Boris Karloff în piesa de teatru) este frecvent observată, spre supărarea lui Jonathan. Jonathan, după ce află secretul mătușilor sale, decide să-l îngroape pe Spenalzo în pivniță (la care Abby și Martha se opun vehement, deoarece victimele lor erau toate foameni cumsecade în timp ce dl. Spenalzo este un străin) și își afirmă intenția sa de a-l ucide pe Mortimer.
În timp ce Elaine îl așteaptă pe Mortimer în casa vecină a familiei ei ca să plece în e luna de miere, Mortimer face încercări din ce în ce mai disperate pentru a rămâne călare pe situație, inclusiv eforturi multiple de a alerta polițiștii locali față de amenințarea reprezentată de Jonathan, precum și a obține actele prin care Teddy să fie declarat nebun și internat la un azil de boli mentale (oferindu-i o explicație sigură în cazul în care poliția va descoperi cadavrele și să-și prevină mătușile să facă mai multe victime, deoarece acestea nu vor mai avea nici un loc unde să îngroape cadavrele). El se teme că va înnebuni și el ca și restul familiei Brewster. În timp ce îi explică acest lucru lui Elaine, el pretinde că membrii familiei sale au fost nebuni încă de la venirea în America a primilor Brewsteri ca pelerini.
Dar, în cele din urmă, Jonathan este arestat, în timp ce Teddy este trimis în condiții de siguranță la un azil împreună cu cele două mătuși care insistă să meargă împreună cu acesta. În final Abby și Martha îl informează pe Mortimer că el nu este din punct de vedere biologic un Brewster: mama lui reală era bucătăreasa mătușilor, iar tatăl său a fost un bucătar de pe un vapor cu aburi. În scena de închidere a filmului, după ce o sărută cu pasiune pe Elaine și înainte de a merge departe în luna de miere, el exclamă voios: "Eu nu sunt un Brewster, eu sunt fiul unui bucătar de pe mare!" 

## Distribuție
| Actor                 | Rol                        |
| --------------------- | -------------------------- |
| Cary Grant            | Mortimer Brewster          |
| Priscilla Lane        | Elaine Harper Brewster     |
| Josephine Hull        | mătușa Abby Brewster       |
| Jean Adair            | mătușa Martha Brewster     |
| Raymond Massey        | Jonathan Brewster          |
| Peter Lorre           | Dr. Herman Einstein        |
| John Alexander        | Teddy "Roosevelt" Brewster |
| Jack Carson           | polițistul Patrick O'Hara  |
| John Ridgely          | polițistul Sanders         |
| Edward McNamara       | sergentul Brophy           |
| James Gleason         | locotenentul Rooney        |
| Edward Everett Horton | dl. Witherspoon            |
| Grant Mitchell        | Reverend Harper            |

Actorul veteran Charles Lane apare în rolul unui fotograf de la Primărie care încearcă să facă o fotografie lui Mortimer Brewster pe când acesta din urmă obținea autorizația de căsătorie la începutul filmului.

## Recenzii
Recenziile critice contemporane au fost în mod uniform pozitive. Criticul de la New York Times a rezumat opinia majoritară astfel: "Cu totul, Arsenic și dantelă veche, filmul lui Warner care a ajuns la Strand ieri, este o distracție macabră bună." Variety a declarat: "Producția lui Capra, neelaborată, surprinde culoarea și spiritul piesei, în timp ce abila echipă de scenariști formată din Julius J. și Philip G. Epstein a transformat-o într-un scenariu foarte comprimat și funcțional. Regia inteligentă a lui Capra proprii îl completează."
La 24 de ani după ce filmul a fost lansat, Charles Higham și Joel Greenberg au scris cartea Hollywood in the Forties în care au afirmat că "Frank Capra a oferit o versiune destul de supraevaluată și forțată a piesei Arsenic and Old Lace".
Recunoaștere din partea American Film Institute
- 2000: AFI's 100 Years... 100 Laughs #30

## Adaptare radiofonică
Arsenic și dantelă veche a fost adaptat ca piesă radiofonică pentru emisiunile din 25 noiembrie 1946, pusă în scenă de The Screen Guild Theater cu Boris Karloff și Eddie Albert, și din 25 ianuarie 1948, pusă în scenă de Ford Theatre.